# دی‌اوسمتینیدین
دی‌اوسمتینیدین (به انگلیسی: Diosmetinidin) با فرمول شیمیایی C۱۶H۱۳O۵+ (Cl-) یک ترکیب شیمیایی با شناسه پاب‌کم ۱۴۸۴۲۰۰۶ است. که جرم مولی آن ۳۲۰٫۷۲ g/mol می‌باشد. 